# Fem snabba
Fem Snabba var en svensk rockgrupp som bildades 1983 och gav ut skivor mellan 1986 och 1991. Samtliga låtar var baserade på poesi av Gilbert Johansson. Från och med 1986 turnerade bandet flitigt och gjorde totalt cirka 150 konserter i Sverige, Danmark och Finland. Vissa av medlemmarna skapade sedan Stars on Mars.

## Medlemmar
- Sophie Eklöf - sång
- Gilbert Johansson - gitarr
- Torsten Rundqvist - bas
- Mårten Skoog - trummor
- Anne Wennerqvist - klaviaturer

## Diskografi

### Pupiller
LP, Parabellum 1988 (PARA 6)
1. Saknad
2. Dagar som pupiller
3. Jord och stad
4. Gnistrande
5. Under
6. Kurragömma
7. Bårar över eld
8. Tinder
9. I ditt land
10. Nattfjärilen

### Om hösten
CD, La Ment/Air 1991 (AIRCD1033)
1. Stenströdd sång
2. September
3. Lövet är luftens hand
4. Varje sten varje ord
5. Sov
6. Vidare våg för vind
7. Hämta mig vid tjärnen
8. Inåtspegel
9. Sagan om dina ögon
10. I mörker i en nattlig skog

### Singlar
- Sinnesplats

12", Autonom 1986 (FS-01)
1. Vårda ditt skrik
2. Saknad
3. Sinnesplats
4. I ditt land

- Gnistrande

7", Autonom 1987 (FS-02)
1. Gnistrande
2. Under

- September

7", Lament/Air 1991 (AIRS 060)
1. September
2. Sov